# Kis Jankó Bori hímzőpályázat
Az Országos Kis Jankó Bori Hímzőpályázat és Kiállítást Kis Jankó Boriról (1876-1954), a Népművészet mesteréről nevezték el.

## Története
1962 szeptemberében a Borsod-Abaúj-Zemplén megyei Tanács VB. művelődési osztálya, a Háziipari és Népi Iparművészeti Tanács és a Népművelési Intézet (Mezőkövesd) országos hírű mintaíró és hímzőasszonyának emlékére hirdette a Kis Jankó Bori országos hímzőpályázatot.
A pályázat célkitűzése volt, hogy a magyar népi hímzés hagyományainak ismeretében olyan korszerű hímzések készüljenek, amelyek mind használati, mind művészeti szempontból a mai igényeknek megfelelnek. A pályázat 1962 óta minden esztendőben, 1972-1980 között kétévenként, 1990-től háromévenként kerül meghirdetésre.
A Népi Iparművészeti Tanács Bírálóbizottsága – kiegészülve a meghirdetők képviselőivel – döntötte el, hogy minden alkalommal Mezőkövesden a Járási Művelődési Központban legyen a zsűri és augusztus 20-án kerüljön sor a kiválasztott művek bemutatására, valamint a legkiválóbbak díjazására.
Ez a pályázat volt az első a tárgyi népművészet szakágai közül, amin egyenlő eséllyel vehettek részt népművészeti szövetkezetekhez tartozók és minden olyan személy, aki a pályázat célkitűzéseit magáévá tette. Ezzel a legkiválóbb népi hímzéssel foglalkozó együttesek és egyéni alkotók számára is megnyílt a lehetőség, hogy tudásuk legjavát bemutassák.

## A részvétel feltételei
A (jeligés) pályázaton bárki részt vehet önállóan tervezett alkotásokkal öltözködés és lakástextil kategóriákban (legfeljebb 5 darabbal), melyek más országos pályázatokon, kiállításokon, a NIT bíráló bizottsága előtt nem szerepeltek ill. kereskedelmi forgalomba még nem kerültek.

## Pályázatok
Országosan a pályázat előkészítését a Népi Iparművészeti Tanács jogutódjaként a Hagyományok Háza Népi Iparművészeti Osztálya látja el a Matyó Népművészeti Egyesület (Mezőkövesd) közreműködésével. Az első 9 esztendőben (1963-71) 26 alkotás részesült Kis Jankó nívódíjban, 110 pályamű I., II., III. díjban, melyek méltóképpen tettek hitet a népi hímzések korszerű alkalmazására, a régebbi, kevésbé ismert stílusok felkutatására és feldolgozására.
A X. Országos Kis Jankó Bori pályázatra 475 hímzés érkezett, 13 népművészeti és háziipari szövetkezet 271 darabban pályázott, a népművészeti szakkörök és az egyéni pályázók 204 munkát küldtek be. A megnyitó ünnepséghez minden alkalommal a legkiválóbb szakemberek közreműködésével egy vagy két napos konferencia kapcsolódott.

### A résztvevők száma
A versenyen részt vevő pályamunkák számában az 1990-es években visszaesés volt tapasztalható, 1996-ban 82 hímző 283 hímzést nevezett, de 1999 óta a 2007-es verseny már a negyedik volt, ahol több, mint százan pályáztak.

### A legutóbbi pályázatok
A 25. pályázatot 2007-ben hirdették meg, 221 pályázó 119 pályaművet nyújtott be – a többdarabos garnitúrák egy pályaműnek számítottak.
A pályázaton 97 mű kapott normál "B", míg 118 mű kapott kiemelt, "A" kategóriás minősítést. Mindezek közül 28 pályázatot díjaztak. A pályázaton kiegyensúlyozott arányban szerepeltek a különféle hímzőstílusok. Újra megjelentek a keresztszemes és szálánvarrott munkák és a nemzetiségi hímzések.
A legutóbbi, 26. pályázatot 2010-ben tartották meg. A pályamunkák beadási határideje 2010. május 28-a volt. Két kategóriában, "Öltözködés" és "Lakástextíliák" lehetett nevezni. A pályázatra beküldött és díjazott művekből összeállított kiállítás 2010. július 2. és szeptember 12. között volt látható a mezőkövesdi Matyó Múzeumban.

## A pályázat eddigi díjazottjai
- 1972

Sára Józsefné, (I. díj) turai hímzés
- 2007

Sukta Bertalanné (Kis Jankó Bori-díj) beregi keresztszemes hímzés

özv. Szigethy Istvánné (Kis Jankó Bori-díj) höveji hímzés

Zeleine Pap Bernadett (I. díj) mezkövesdi fehér hímzés vercsipkével

Marczisné Sass Ilona (I. díj) zoborvidéki vagdalásos hímzés